# Kurt Janetzky
Kurt Joseph Johann Janetzky (* 9. September 1906 in Breslau; † 1994) war ein deutscher Hornist.

## Leben
Kurt Janetzky wurde 1906 als Sohn des Kaufmanns Johann Isidor Janetzky und dessen Ehefrau Margarete geborenen Janetzky geboren. Das Realgymnasium schloss er mit ausgezeichnetem Abitur ab. Sein Drang zur Musik führte zum Zerwürfnis mit den Eltern. Er verließ das Elternhaus und ging nach Dresden.
Von 1926 bis 1930 studierte er dort an der Orchesterschule der Sächsischen Staatskapelle zunächst beim 1. Hornisten Adolf Lindner und später bei Hans von Schuch. Praktische Orchestererfahrung sammelte er durch Aushilfen in den Dresdner Berufsorchestern (Bühnen- und Kirchenmusik). Mit Notenschreiben und einer regen Hornquartett-Tätigkeit mit dem Ziller-Quartett (fünf Jahre) kam es zu weiteren Hinzuverdiensten. Nach Abschluss der Orchesterschule bekam er gleich eine Stelle als Volontär bei der Sächsischen Staatskapelle als tiefer Hornist.
Von 1933 bis 1935 war er Mitglied der Dresdner Philharmonie und ab 1935 bis zur kriegsbedingten Schließung am Staatstheater in Stettin, wo er 1937 auch heiratete.
Nach kurzer Zeit als Marinesoldat und in Kriegsgefangenschaft war er einige Monate im Orchester des Stadttheaters Rostock und ebenfalls wenige Monate wieder in der Dresdner Philharmonie.
Von 1946 bis 1971 war Kurt Janetzky Mitglied des Rundfunk-Sinfonieorchesters Leipzig. 1952 wurde er zum Kammervirtuosen ernannt.
Er war Mitbegründer des Schaffrath-Horn-Quartettes und des Ensembles für Alte Musik Pro Arte Antiqua Lipsiensis, wo er als Lautenist wirkte.
Kurt Janetzky hat auf seinen vielen Konzertreisen in verschiedenen Bibliotheken und Archiven mehr als 200 Werke entdeckt und der Musikwelt wieder erschlossen. Mehr als die Hälfte dieser Stücke hat er gedruckt herausgegeben.
1972 ging er in den Ruhestand, übersiedelte nach Wiesloch, von wo er weiter Stücke edierte und ständiger Mitarbeiter der Zeitschrift Das Orchester war. 1978 wurde Kurt Janetzky zum Ehrenmitglied der International Horn Society ernannt.
Er hat wichtige Beiträge zur Hornforschung geleistet. Durch seine Entdeckungen und Editionen von Solo- und Kammermusik mit Horn hat er das Repertoire für Hornisten wesentlich bereichert. Will man sich mit dem Horn, seiner Musik und seinem kulturellen Hintergrund beschäftigen, zählen seine Aufsätze und Bücher zu den Grundlagen.

## Veröffentlichungen
- Kurt Janetzky: Über die Problematik der Harmonie-Einrichtungen. Von Haydn's „Ritter Roland“ bis zu Weber's „Der Freischütz“. Veröffentlicht in der Reihe Alta Musica (AM), Band 4, S. 121 bis 155. Hg. von der Internationalen Gesellschaft zur Erforschung und Förderung der Blasmusik (IGEB).
- Kurt Janetzky: Zur Geschichte des Hornquartetts. In: AM, Band 7, S. 145 bis 155.
- Kurt Janetzky: Richard Wagners Verhältnis zu Hörnern und Hornisten – Heutiger Hornisten Verhältnis zu Richard Wagners Hornpartien. In: AM, Band 8, S. 105 bis 115.
- Kurt Janetzky/Bernhard Brüchle: Das Horn. Eine kleine Chronik seines Werdens und Wirkens. Bern und Stuttgart, 1977.
- Kurt Janetzky/Bernhard Brüchle: Kulturgeschichte des Horns. Tutzing: Hans Schneider 1980.
- Kurt Janetzky: Seriöse Kuriositäten am Rande der Instrumentenkunde. Ein heiteres Bildsachbuch. Tutzing: Hans Schneider 1980.
- Michael Nagy (Hrsg.): Aus der Werkstatt eines Hornisten. Gesammelte Aufsätze von Kurt Janetzky. Wien 1983, Vom Pasqualatihaus. (Dort findet sich auch eine Liste der gedruckten Noten-Ausgaben von Kurt Janetzky)